# Karl Müller (astronom)
Karl Müller (22. srpna 1866, Františkovy Lázně – 23. října 1942, Vídeň) byl rakouský astronom a selenograf.
Je společně s anglickou astronomkou Mary Adelou Blaggovou spoluautorem díla Named Lunar Formations, které vzniklo v roce 1935 na popud Mezinárodní astronomická unie a mělo sjednotit systém měsíční nomenklatury. Na Měsíci je podle něj pojmenován kráter Müller ležící na přivrácené polokouli.

## Dílo
- M. A. Blagg, Karl Müller: Named Lunar Formations. P. Lund, Humphries, Londýn 1935 — Část 1: Katalog; Část 2: Mapy.[6]